# Pic à plastron rouge
Dryobates cathpharius
Espèce
Statut de conservation UICN

 LC  : Préoccupation mineure
Le Pic à plastron rouge (Dryobates cathpharius) est une espèce d'oiseaux de la famille des Picidae.
Son aire de répartition s'étend à travers le nord de l'Indochine et le sud de la Chine.

## Liste des sous-espèces
D'après la classification de référence (version 5.2, 2015) du Congrès ornithologique international, cette espèce est constituée des six sous-espèces suivantes (ordre phylogénique) :
- Dryobates cathpharius cathpharius (Blyth, 1843)
- Dryobates cathpharius ludlowi Vaurie, 1959
- Dryobates cathpharius pyrrhothorax (Hume, 1881)
- Dryobates cathpharius tenebrosus (Rothschild, 1926)
- Dryobates cathpharius pernyii (J. Verreaux, 1867)
- Dryobates cathpharius innixus (Bangs & J. L. Peters, 1928)